# Freddy Deghilage
Freddy Deghilage (Hornu, 30 augustus 1943 - Godinne, 4 augustus 2011) was een Belgisch lid van het Waals Parlement en senator.

## Levensloop
Als regent in wetenschappen en aardrijkskunde werd Freddy Deghilage beroepshalve leraar en schooldirecteur. 
In oktober 1976 werd hij voor de socialistische PS verkozen tot gemeenteraadslid van Saint-Ghislain. Van 1983 tot 1994 was hij er schepen voor Cultuur, Sport en Jeugd en daarna volgde hij begin 1995 Victor Cornez op als burgemeester van de gemeente. Deghilage bleef burgemeester tot aan de gemeenteraadsverkiezingen van 2006, waarbij hij zich niet meer kandidaat stelde. Van 1999 tot 2001 was hij tevens interim-voorzitter van ISPH, de Henegouwse intercommunale voor volksgezondheid.
In juni 1989 begon Deghilage aan een nationale politieke loopbaan. Hij werd toen aangesteld als provinciaal senator voor Henegouwen, ter vervanging van Maurice Lafosse. Hij bleef in de Senaat zetelen tot in november 1991, toen hij niet werd herkozen. In juli 1994 werd hij echter rechtstreeks gekozen senator voor het arrondissement Bergen-Zinnik, nadat Edgard Hismans ontslag had genomen. Hij bleef ditmaal senator tot in mei 1995. Door de toen bestaande dubbelmandaten zetelde hij van 1994 tot 1995 ook in de Waalse Gewestraad en de Raad van de Franse Gemeenschap.
Bij de verkiezingen van mei 1995, de eerste waarbij de regionale parlementen rechtstreeks werden verkozen, opteerde Deghilage voor het Waals Parlement en het Parlement van de Franse Gemeenschap, waar hij het arrondissement Bergen vertegenwoordigde. Hij bleef parlementslid tot in juni 2009. Deghilage bekleedde verschillende functies in het bureau van beide parlementen: van juli 1999 tot april 2000 was hij secretaris in het Waals Parlement, van april 2000 tot juli 2004 eerste ondervoorzitter van het Parlement van de Franse Gemeenschap, in juli 2004 was hij tijdelijk voorzitter van het Parlement van de Franse Gemeenschap en daarna tot 2009 tweede ondervoorzitter van deze assemblee. 
In 2009 verliet Freddy Deghilage de actieve politiek. Twee jaar later overleed hij onverwacht aan een aneurysma.